# 全国中学生学科奥林匹克竞赛
全国中学生学科奥林匹克竞赛（简称学科竞赛或奥赛，通称五大学科竞赛）是一系列面向中国中学生学科竞赛的总称，由中国科学技术协会主管。学科竞赛通常指由《全国中学生五项学科竞赛管理条例》管理、集训队选手具有保送资格的五门学科的竞赛——数学、物理学、化学、信息学和生物学竞赛。五大学科竞赛分别由中国数学会、中国物理学会、中国化学会、中国计算机学会、中国动物学会和中国植物学会主办，每年举办一次。
通常，奥赛分为省级比赛或全国比赛，省级比赛中成绩最好的晋升全国赛，然后全国赛成绩最好的若干学生将集中训练参与国际级别的学科竞赛，如国际科学奥林匹克竞赛。

## 概况

### 奥数潮流
奥赛中以奥数最受家长学生追捧。一些初中名校为了招揽更多优质生源，将奥数作为招生标准，甚至说如果能在奥数竞赛获得名次，就可以不需要缴交赞助费入校。然而，越来越多的奥数班走进学校引发了社会反响，曾有教育局的委员认为“奥数对学生没有任何意义，只是有些人借奥数在学生身上赚钱”。
2009年8月，成都商报联合成都全搜索网站发起了《成都奥数白皮书调查》，调查的内容包括奥数参与的时间、原因和是否赞成将奥数成绩作为升学的条件等14个问题，5天内参与调查的7000人次中七成支持奥数，当中很多是学生的家长。支持者认为禁奥对奥优生不公平，学校可以根据弹琴、跳舞作为升学条件，奥数同样也可以作为条件之一；反对奥数的人则认为，数学一家独大，压制其他学科，甚至有奥数教练表示曾遇过数学考试没及格却还要上奥数的学生；反对奥数者还指出，小学奥数不过就是提前学了今后要学的东西，没什么实用；奥数有违国家规定的小升初就近免试入学的原则，加重了学生负担，有违教育公平。

### 免试入学
2001年，教育部发布《2001年普通高等学校招收保送生工作规定》，首次明确规定了可通过奥赛免于高考直接进入高校学习的情况（即“保送”），其中包括在任一学科的奥赛中获得省赛区一等奖或全国决赛一、二、三等奖的应届高中毕业生；而在此之前，关于通过学科比赛保送生的规定比较模糊，如只提及“单学科竞赛”而且按招生委员会进行适当的加分。通过奥赛保送的做法一直沿袭到2010年。
2010年11月，教育部出台文件，修改奥赛保送相关规定，从2011年秋季入学的高一学生开始，取消奥赛省区一等奖或全国决赛获奖的学生加分和保送规定，但保留了全国决赛一等奖且被中国科学技术协会遴选为参加国际奥赛国家集训队的学生的保送规定。据教育部等有关部门负责人称，修改相关规定是因为考生资格或身份造假等违规现象时有发生，有些招生政策在执行中逐渐被异化，偏离了政策设计的初衷。

### 加分奖励
2010年广东省教育厅出台《关于进一步规范义务教育办学行为推进素质教育的若干意见》，要求考试内容不得超出国家课程标准的要求，不得将“奥赛”等超课标内容列入考试内容，任何部门、学校、社会团体、机构等组织，未经批准不得组织学生参加包括“奥赛”在内的任何学科竞赛、读书读报评奖和考级等各种竞赛活动，严格控制竞赛次数和规模，不能强迫学校与学生参加，不得对学生进行任何形式的选拔性考试或变相考试，鼓励采用多样化考评模式。2011年起，除了符合国家政策规定的加分外，普通高中录取将取消各种奖励加分政策。

## 五大学科竞赛
全国中学生学科奥林匹克竞赛主要包含五门大学科的竞赛。
| 竞赛               | 简称 | 始于           | 初赛（联赛）举办时间 | 全国决赛获奖人数（2017年） | 全国决赛获奖人数（2017年） | 全国决赛获奖人数（2017年） |
| 竞赛               | 简称 | 始于           | 初赛（联赛）举办时间 | 一等奖（金牌）             | 二等奖（银牌）             | 三等奖（铜牌）             |
| ------------------ | ---- | -------------- | -------------------- | -------------------------- | -------------------------- | -------------------------- |
| 全国数学奥林匹克   | CMO  | 1986年         | 每年9月              | 128                        | 142                        | 86                         |
| 全国物理奥林匹克   | CPhO | 1984年11月18日 | 每年9月              | 100                        | 120                        | 144                        |
| 全国化学奥林匹克   | CChO | 1984年         | 每年9月              | 104                        | 136                        | 100                        |
| 全国生物学奥林匹克 | CBO  | 1992年         | 每年5月              | 72                         | 72                         | 94                         |
| 全国信息学奥林匹克 | NOI  | 1984年         | 每年10月             | 59                         | 90                         | 95                         |

### 数学
全国数学奥林匹克（Chinese Mathematical  Olympiad, CMO）前称全国中学生数学冬令营，简称奥数，始于1986年，由中国数学会主办，在每年的一月份举行。CMO考试模拟国际数学奥林匹克（IMO）考试进行，考试分两天进行，每天3道题，每题21分（为IMO试题的3倍），满分为126分，每天限4.5小时完成。题目难度接近IMO，颁奖也与IMO类似，设立一、二、三等奖，分数最高的前20至30名选手将组成参加当年的IMO中国国家集训队，经过集训队六次小考（占50%总成绩）和两次大考（占50%总成绩）的选拔后，最后总成绩最好的前六名将参加国际数学奥林匹克竞赛。

### 物理学
全国中学生物理竞赛或叫全国物理奥林匹克（Chinese Physics Olympiad, CPhO）始于1984年11月18日，由中国物理学会主办，每年举行一次。包括预赛、复赛和决赛。通常，预赛在9月的第一个星期六或星期日的上午进行，复赛在9月的第三个星期六或星期日上午进行，各省复赛实验考试时间不同。决赛在10月中旬到11月之间进行。预赛、复赛和决赛满分均为400分，预赛只有理论题，竞赛时间为3小时，选拔参加复赛的选手。复赛包括理论和实验两部分，竞赛时间各3小时，其中理论考试满分为320分，复赛实验满分为80分，选拔省代表队。决赛包括理论和实验两部分，竞赛时间各3小时，其中理论满分为320分，实验满分为80分，选拔国家集训队。参加复赛理论和实验考试的人数分别不少于赛区预赛一等奖名额的5倍和1.2倍。2020年第37届CPhO之后，多数省的复赛实验考试及全国决赛实验考试改为笔试。预赛，复赛理论，全国决赛理论实验均为全国统一命题，复赛实验为各省自主命题，但必须符合大纲。
各省，自治区，直辖市及香港、澳门竞委会再根据复赛的总成绩（理论考试成绩和实验考试成绩之和）择优推荐10至30名学生不等，组成省代表队参加决赛。省代表队人数决定较为复杂，可以参阅当年竞委会的3号文件。若参加决赛的最后一个名额有两名以上的学生总成绩相同，则根据理论成绩选择较高者；如果理论成绩也相同，则以笔试的形式进行加试，直至选取到成绩最好的一名为止。
每届的竞赛的一等奖和二等奖人数分别占参加决赛人数六分之一和三分之一。若一（或二）等奖最后一个名额有两名或两名以上的学生总成绩相同，则都评为一（或二）等奖。全国决赛选拔国家集训队，人数为50人，以选拔参加国际物理奥林匹克竞赛（IPhO）和亚洲物理奥林匹克竞赛（APhO）的国家代表队；一等奖而且是高中三年级学生直接通过第一次选拔；按相关章程规定，IPhO代表队由5人组成，APhO代表队由8人组成。第二次选拔从每年3月1日到4月底进行，5月1日前确定代表队的名单。
国家集训队队员均获清华北大等高校保送资格，全国决赛金银牌将获得高校招生优惠及签约机会。

### 化学
中国化学奥林匹克竞赛（Chinese Chemistry Olympiad, CChO），原名全国高中学生化学竞赛，始于1984年，由中国化学会主办。竞赛分为省级赛区竞赛（即初赛）和全国竞赛（即决赛）。初赛于每年9月举行（2014年起提前至8月末），全国统一时间进行3个小时的笔试，参赛者只能为在校普通高中学生。决赛在来年春节前进行（2012年起提前为上一年的11月末12月初），分为4小时的理论竞赛和4~5小时的实验竞赛，理论和实验的分数比为3:2。决赛选手从初赛一等奖获得者中选拔产生。如果上一年获国际化学奥林匹克竞赛奖的学生所在省、市、自治区增加一个名额；当年承办决赛的省（直辖市、自治区）增加两个名额。
竞赛决赛设一、二、三等奖，其中一等奖不超过总参赛人数的30%，二等奖不超过40%，总分达不到25%的选手只颁发参赛证书。委员会再以决赛成绩为基础，挑选各省（直辖市、自治区）的高三学生加入国家集训队培训，再经过三周的选拔，选出来自不同省（直辖市、自治区）的4名选手组成中国代表队参加国际化学奥林匹克竞赛。

### 生物学
中国中学生生物学竞赛活动按照时间及程度顺序分为全国中学生生物学联赛（2000年5月开始）（China High School Biology Olympiad，CHSBO）和全国中学生生物学竞赛（对外称中国生物学奥林匹克）（China National Biology Olympiad, CNBO）（1992年开始），由中国动物学会和中国植物学会共同组成的全国中学生生物学竞赛委员会举办。联赛在每年5月第二个星期的星期日上午举行，只允许高一、高二学生参赛，各省（自治区、直辖市）参加联赛的人数不少于500人，并需集中在县级或以上设置的考点考试。没有举办初赛的或初赛人数少于2000人的省份，联赛一、二、三等奖获奖比例分别占本省参赛者总数的2%、10%和15%。 凡当年参赛人数超过2000人或举办过初赛且参赛人数超过2000人的省份，联赛一、二、三等奖基础名额按本省上限执行。其中一等奖人数上限为基础名额（40个）加奖励名额；二、三等奖人数上限分别为200人和300人。对于上一年度在全国生物学竞赛中获一等奖的学生所在省每位增加联赛一等奖名额3名；本年度入选国家代表队的每位学生所在省增加联赛一等奖名额4名；承办本年度全国生物学竞赛的省增加联赛一等奖名额8名；凡往届曾获得全国生物学联赛一等奖的考生，应届再次获得全国生物学联赛一等奖，增加联赛一等奖名额1名。
每年的联赛和竞赛的题目由各省分会在2月左右选出30至50题，包括单选题（4或5选一）和多选题（4或5选多），送到全国竞赛委员会选用，最后由命题小组选定联赛和竞赛试题。其中联赛试题难度大于高考，包含理论题和实验题。试题通常涉及的范围有细胞生物学、生物化学、微生物学、生物信息学、生物技术（25%）；植物和动物的解剖、生理、组织和器官的结构与功能 （30%）；动物行为学、生态学（20%）；遗传学与进化生物学、生物系统学（25%）。
联赛一等奖获得者中通过选拔挑选8人组成各省（自治区、直辖市）代表队参加在每年8月举行的全国生物学竞赛，承办当年全国生物学竞赛的省可增派一个队。竞赛分为理论和实验两部分，实验为按照宏观生物学、微观生物学实验设置的两个综合性实验，主要为生物形态结构及分类、生态及行为、细胞及遗传和生物化学与分子生物学等。理论与实验分数比例各占50%，总分相同的情况下以实验分高者优先选取。竞赛一、二、三等奖获奖人数分别占参赛者总数30%、30%、30-40%。竞赛总成绩低于全体考生成绩平均分50%的选手不获奖。若某省代表队无队员获奖，将该省成绩最优者增加为三等奖。竞赛一等奖获得者的前50名选手获得参加全国中学生生物学冬令营选拔资格，如总分出现并列，以实验分高者为先。委员会从冬令营的选手中选出4名，组成中国代表队参加国际生物学奥林匹克竞赛。冬令营理论成绩列前20名学生（含20）参加实验考试、面试及其它方式考试。冬令营总成绩中各部分T值所占比例为：全国生物学竞赛总成绩占10%，冬令营理论考试成绩占30%，冬令营实验考试成绩占30%，现场测试占10%，冬令营面试成绩（包括英语部分）占20%。

### 信息学

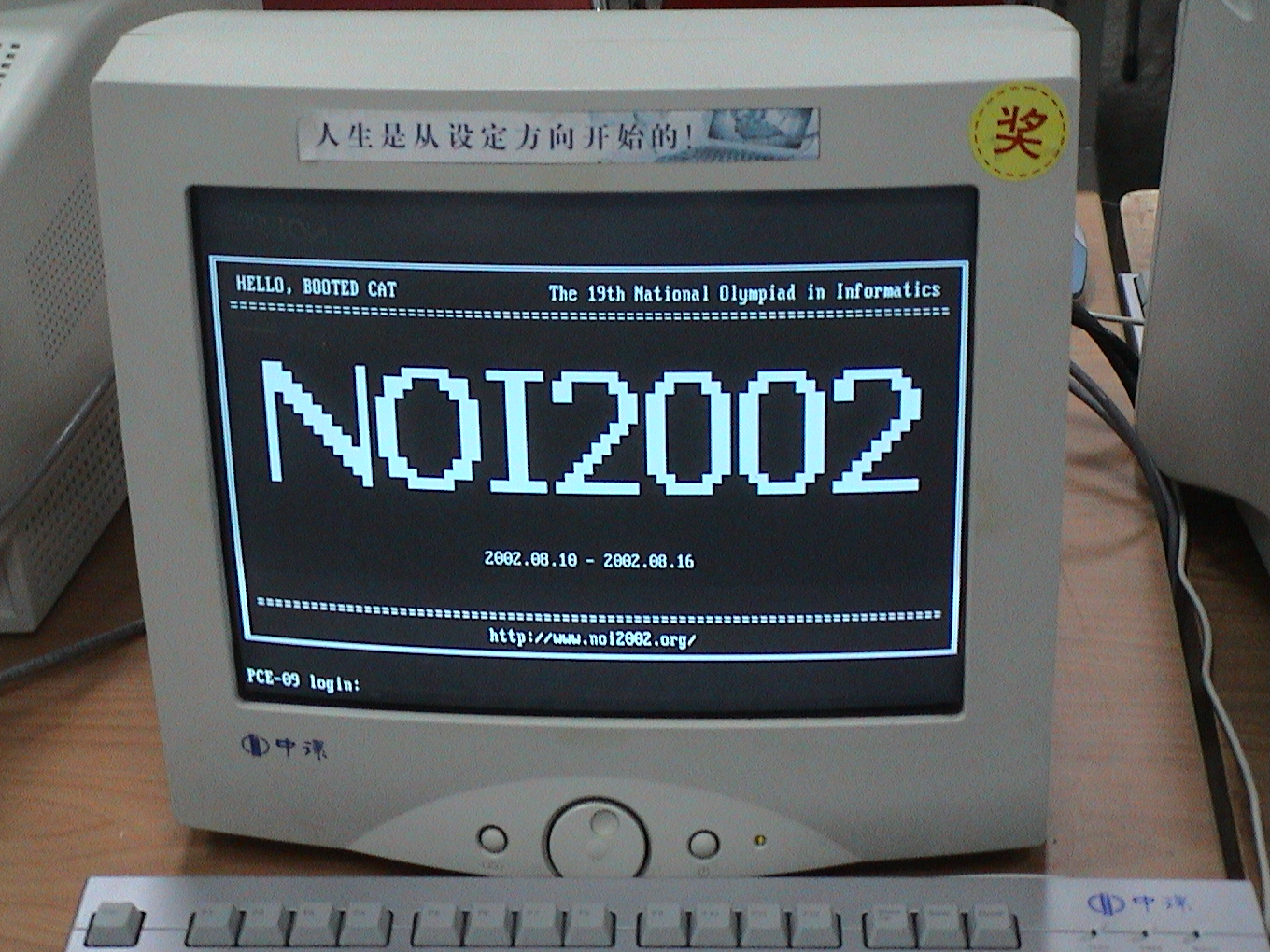
2002年信息学奥赛参赛者使用的电脑

全国青少年信息学奥林匹克竞赛（National Olympiad in Informatics, NOI）简称信息学奥赛，始于1984年，由中国计算机学会主办。竞赛之前需经过联赛（NOIP）。联赛分普及组和提高组两个组别，每组分初赛和复赛两个阶段。联赛初赛于每年10月的最后一个星期六下午举行，而复赛于每年11月的最后一个星期六举行。初中、高中或其他中等专业学校的学生均可参加联赛。初赛考试内容包括通用和实用的计算机知识，以笔试为主。初赛者达到一定分数线后参加复赛。复赛为程序设计。各省（直辖市、自治区）联赛获奖人数最多不超过50人。
竞赛在每年暑假进行，各省（直辖市、自治区）代表队派出5名选手（男选手不超过4名）参与为期7天的赛事（包括两个竞赛日），每个竞赛日有3个赛题，每题100分，笔试题为100分，竞赛个人总分为700分，不按要求参加其他活动则每次扣100分。如果在所在省（直辖市、自治区）举办竞赛将增加5个名额；如果上届团体总分前三名、联赛参赛人数最多的前五名的代表队将增加一个名额。1999年开始，不能到现场参加竞赛的选手可以参加非正式的NOI网上同步赛（NOI by the Internet），除网上同步赛相对于正式的竞赛推迟半小时开始外，比赛标准一样。竞赛一等奖的人数为20名，二等奖占参赛总人数的20%，三等奖为30%，其余为优秀奖，此外还有设置最佳女选手奖1名。
竞赛一等奖的20名选手可参与每年的1月初举办的为期8天的冬令营。每年5月，竞赛一等奖的20名选手再参与选拔赛，选拔赛总分由冬令营成绩（25%）、平时成绩（5%）、论文成绩（10%）、选拔赛成绩（60%）组成，之后再进行面试（10分）。总分和面试分数之和前4名将组成中国代表队参加国际信息学奥林匹克竞赛。

## 五大学科竞赛之外的竞赛
在五大学科竞赛之外，国内还存在面向中学生的天文学、地理学、地球科学、语言学等竞赛。2018年，教育部制定《关于面向中小学生的全国性竞赛活动管理办法（试行）》，旨在规范竞赛活动的管理，并大幅压缩非五大学科的竞赛数量。

### 天文
全国中学生天文知识竞赛，原称全国中学生天文奥林匹克竞赛，由中国天文学会主办，始于2002年，每年举办一届。与决赛同时举行国际天文奥林匹克、国际天文与天体物理奥林匹克的选拔比赛。

### 地理
全国中学生地理奥林匹克竞赛，由中国地理学会主办，始于2006年，截至2021年举办了13届。通过全国地理奥赛选拔成绩较好的学生参与亚太地区地理奥林匹克竞赛和国际地理奧林匹克。2019年一度因教育部审批未通过宣布暂停举办，但之后改以其他名义继续举办国际地理奧林匹克选拔赛。